# Canon EOS 1000D
Canon EOS 1000D — цифровий дзеркальний фотоапарат початкового рівня серії EOS компанії Canon. Орієнтований на непрофесійних фотографів, вперше анонсований 10 червня 2008 року. Наступна модель цього рівня — Canon EOS 1100D була анонсована у лютому 2011 року.

## Характеристики
- 10.1 ефективних мегапікселя APS-C CMOS сенсор.
- Розміри сенсора: APS-C 22 мм ×14 мм
- Кроп фактор: 1,6×
- Процесор обробки зображень DIGIC III.
- 2,5-дюймовий TFT LCD монітор розрішенням 230 000 точок.
- 7-ми точковий автофокус з центральною хрестоподібною точкою.
- EOS вузол самоочищення сенсора.
- Безперервна зйомка з максимальною швидкістю до 3-х кадрів в секунду в режимі JPEG та до 1,5 кадрів в секунду в кількості 5 кадрів в форматі RAW чи 4 кадри RAW+JPEG.
- Світлочутливість ISO 100—1600.
- Тип об'єктива Canon EF, Canon EF-S.
- Відео вихід NTSC/PAL.
- Формати файлів: JPEG, RAW (12-бітний Canon).
- Налаштування користувача (C.Fn).
- Батарея Canon LP-E5, кількість кадрів на один заряд, приблизно: 190—600 без використання спалаху чи 180—500 з 50 % використання спалаху.
- Приблизна вага 450 гр.